# 広島市立基町小学校

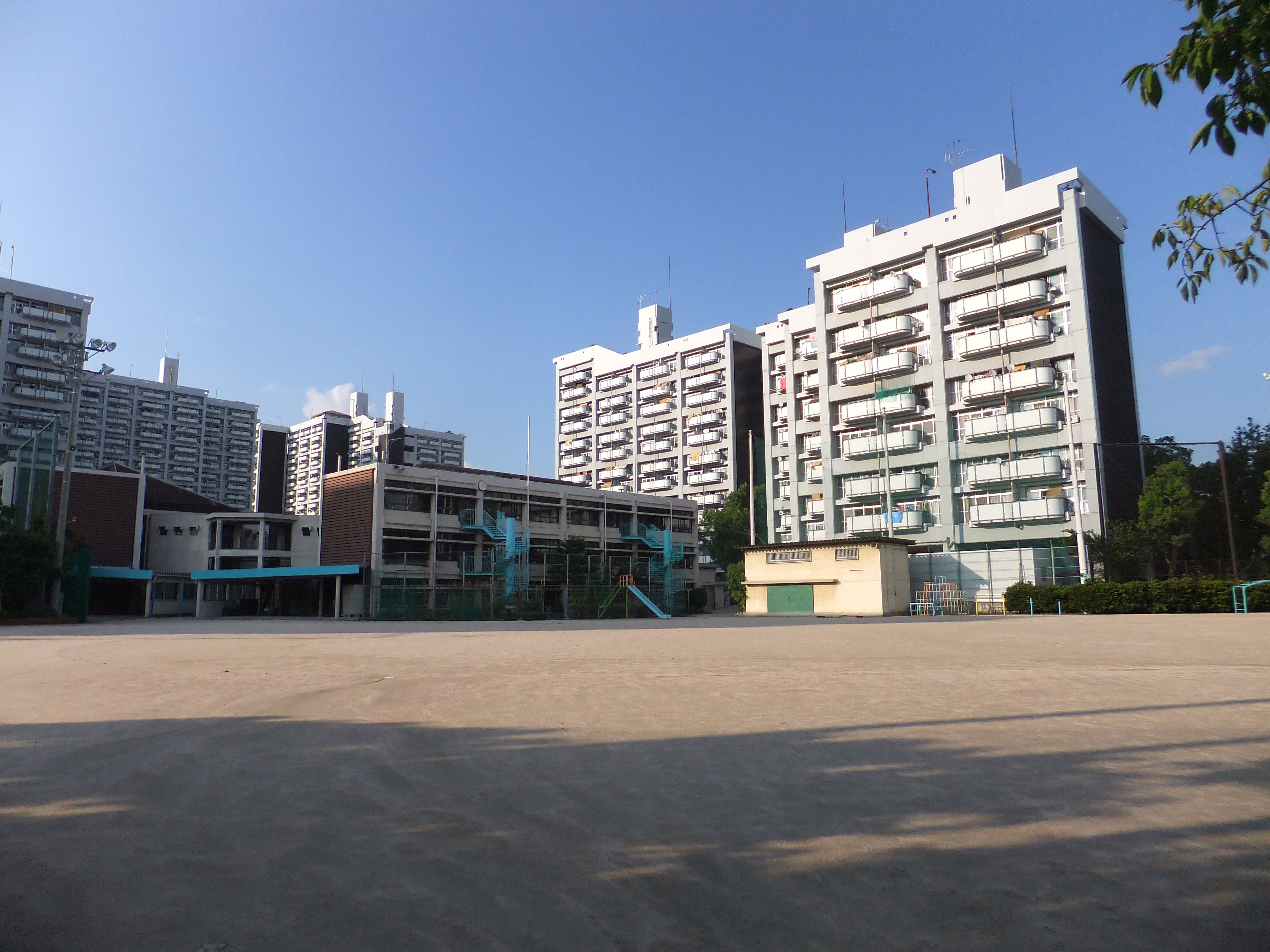
校舎と基町高層アパート

広島市立基町小学校（ひろしましりつ もとまちしょうがっこう）は、広島市中区基町にある公立小学校。

## 概要
広島市中心部の基町に位置し、創設以来、韓国籍、朝鮮籍の児童が多く在籍している。近隣の公営住宅（市営基町高層アパート・県営住宅など）に住む児童が多く、中国残留孤児の家族が多く住み着いた地域にある。また日本への留学生の子女も多く通い、全校児童の3割以上が帰国・入国児童となっており、中国人児童が最も多く通う小学校となっている。近年は住民の高齢化が進んできており、市内の小学校にもかかわらず児童数が少ない。
基町小学校の学区は全域が広島市立幟町中学校の学区に入るため、公立中学校に進学する際は幟町中学校になる。（学校選択制により他の中学校を選ぶことも出来る）
本校には被爆エノキの像が置かれており、世界各地から修学旅行生や留学生などが平和学習のために訪れる。
現在、広島市の方針で児童数の少ない小学校を近隣校へ統合する計画案があり、本校も広島市立白島小学校への統合計画が持ち上がっているが、地域住民及び卒業生は統廃合に強く反発している。

## 沿革
- 1971年（昭和46年） - 南校舎建築[6]。
- 1972年（昭和47年）
  - 時期不明 - 校舎管理棟・西校舎建築[6]。
  - 4月 - 創立。開校時点の児童数は、1学年から4学年の352名。
- 1973年（昭和48年） - 地下プール完成。屋内運動場建築[6]。
- 1974年（昭和49年） - プール温水施設新設。
- 1975年（昭和50年） - 校歌制定（作詞:野地潤家、作曲:井上一清）。
- 1976年（昭和51年） - 広島市民病院内に病弱学級設置。
- 2016年（平成28年） - 校舎管理棟の耐震補強工事実施[6]。
- 2021年（令和3年）11月13日 - 創立50周年記念式典挙行[7]。

## 特徴的な活動
広島への原子爆弾投下がされた際に広島第2陸軍病院の庭にあった被爆エノキを守る運動を1979年から始めた。1984年の台風10号で枝が折れるなど、傷んだエノキは翌1985年芽吹いたが、1989年枯死し、同年二世となる樹木が植樹された。1996年には被爆エノキの像が作成されている。
1982年、1984年から1989年まで発明協会から児童生徒発明工夫展学校賞 を受賞。
中国帰国子女教育研究校に文部省より平成3年度から平成10年度まで指定を受けるなど国際理解教育を行っており、2008年度には7カ国から来た児童が学んでいた。1994年に博報堂から国際理解教育部門で博報賞を受賞、2006年には日本ユネスコ協会から学校部門の奨励賞を受賞している。

## 周辺
- 広島市立基町幼稚園 - 同一敷地内で、かつ進学前幼稚園のひとつ。
- 広島市立基町保育園 - 敷地が隣接、かつ進学前保育園のひとつ。
- 市営基町高層アパート - 敷地が隣接。
  - 広島基町郵便局
- 広島市立基町児童館 - 広島市道をはさんで、敷地が隣接。
- 基町ショッピングセンター - 広島市道をはさんで、敷地が隣接。上記基町児童館と接する。
- 国道54号線
- 広島城 - 国道54号線をはさんで、敷地が隣接。
  - 広島護国神社
- 広島県警広島中央警察署基町交番
- 広島市中央公園
  - エディオンピースウイング広島 - 広島市道をはさんで、一部敷地が隣接。
  - 広島グリーンアリーナ
- 旧太田川
- このほか、学校南側の紙屋町周辺には、広島市立中央図書館やひろしま美術館及び広島市立広島市民病院などの公共施設が点在するほか、広島バスセンターや基町クレドなどの商業施設も点在する。

## 交通アクセス
ページトップにある校門まで
- 広島バス「23号 横県線」・「23-1号 横県線」で、「基町小学校前」停留所より、
  - 上り線（横川駅発）のりばから、徒歩約110m・約2分。
  - 下り線（横川駅行）のりばから、徒歩約135m・約2分。
- 広島交通バス・中国JRバスで、「基町」停留所より、
  - 広島バスセンター・広島駅方面行のりばから、徒歩約435m・約7分。
  - 新白島駅・可部・牛田・高陽方面行のりばから、徒歩約430m・約7分
    - 学校敷地からバス停留所まで、最短距離で約105m前後だが、学校正門と停留所設置個所との位置関係で、遠廻りとなる。
- 広島高速交通広島新交通1号線（アストラムライン）城北駅から、徒歩約490m・約8分。
  - 学校敷地から駅舎まで、最短距離で約100弱だが、学校正門と駅出入口との位置関係で、遠廻りとなる。
- JR西日本山陽本線・可部線横川駅から、
  - 上述の広島バスに乗車し8分、「基町小学校前」停留所下車。
  - 広島電鉄横川線（横川駅停留場）に乗り換え、寺町停留場下車後、徒歩。
- 広島電鉄横川線寺町停留場より、徒歩約1.25km弱・約19分。

## 脚註
1. 1 2  “過去の受賞者”.   博報堂. 2011年6月14日閲覧。
2. 1 2  “―広島市立基町小学校「世界なかよし教室」の取り組み―”.   広島YMCA. 2011年6月14日閲覧。
3. ↑  山本宏樹 (2006年2月12日). “こどもたちの一日世界旅行＝広島市・基町小学校”. 2011年6月14日閲覧。
4. ↑  中里豊子. “広島市立基町小学校訪問”. 2011年6月14日閲覧。
5. 1 2  “広島市5小統合計画素案 「一定人数必要」理解求める”.  読売新聞広島県版 (2010-02-05日). 2011年6月14日閲覧。
6. 1 2 3 4  市立学校施設の耐震化の状況について（主たる校舎等）・【小学校】 (PDF)  - 広島市・2020年4月1日現在
7. ↑  広島・基町小が創立50周年 海外ルーツの児童6割超、多文化が共生 - 朝日新聞DIGITAL・2021年11月14日9時30分配信
8. ↑  “平和学習・えのき学習”.   広島市立基町小学校. 2011年6月14日閲覧。
9. ↑  “全日本学生児童発明くふう展”.   発明協会. 2011年6月14日閲覧。
10. ↑  “広島市立基町小学校の6年生から”.  河南町立白木小学校. 2011年6月14日閲覧。
11. ↑  “ユネスコ活動奨励賞受賞団体”.   広島ユネスコ協会. 2011年6月14日閲覧。